# Solenopsis virulens
Solenopsis virulens es una especie de hormiga del género Solenopsis, subfamilia Myrmicinae.

## Distribución
Esta especie se encuentra en Brasil, Guayana Francesa y Guyana.